# Karl Schuldes
Karl Schuldes ist ein ehemaliger deutscher Fußballtorhüter. 

## Karriere
Karl Schuldes spielte Erstligafußball in der Oberliga Süd. Dort stand er in einem Spiel für die Stuttgarter Kickers im Tor.